# Forge d'Uza
La forge d'Uza est un ancien site industriel aujourd'hui disparu. Ses derniers vestiges sont les témoins d'une activité sidérurgique dans les Landes en milieu rural de nos jours révolue et sont inscrits aux monuments historiques par arrêté du 03 mai 2004

## Présentation
La forge-fonderie d'Uza est considérée comme la plus ancienne du département français des Landes. Fondée en 1759, elle cesse définitivement de fonctionner en 1981.
D'autres proto-industries du même type suivront : la forge de Pontenx est fondée en 1765 et cesse en 1921. La forge d'Ychoux est exploitée à partir de la fin du XVIIIe siècle jusqu’en 1898. La forge de Pissos est autorisée en 1818 et cesse en 1885. La forge de Castets démarre en 1820 et fonctionne jusqu'en 1930. La forge de Brocas est en activité de 1833 à 1904. 

### Historique
Dans le milieu du XVIIIe siècle, certains artistocrates entreprennent de valoriser leur domaine foncier pour en tirer les revenus nécessaires au financement de leur train de vie. Entre la Chalosse et le Tursan, c'est notamment le cas de Charles Maurice du Bouzet de Roquépine, baron de Samadet, à l'origine vers 1730 de la faïence de Samadet.
À Uza, la présence de forges traditionnelles remonte au XIIIe siècle. Un virage industriel s'opère au milieu du XVIIIe siècle, accélérant la production : le 2 février 1759, le marquis Pierre de Lur-Saluces donne en jouissance à son fils Henri Hercule Joseph par acte sous seing privé sa vicomté d'Uza pour qu'il y crée un haut fourneau, le premier que comptera le futur département. Ce dernier ne tarde pas à s'associer à sa sœur Marie-Anne Henriette, épouse du comte de Rostaing. Pour faire face aux besoins en capitaux que nécessite le lancement d'une telle entreprise, le frère et la sœur admettent dans leur société la compagnie Pigeot, qui en devient responsable de la régie et de l'administration.
Cette petite industrie rurale exploite les différentes ressources que compte la vicomté : le minerai de fer contenu dans la garluche, le charbon de bois produit à partir du pin maritime et l'énergie hydraulique, obtenue grâce au ruisseau du Vignac, qui anime soufflets et martinets. La forge exploite également une main d'œuvre bon marché, bouleversant l'ordre social en introduisant dans cette petite région l'emploi salarié.
La fonte produite est de bonne qualité et fournit en boulets de canons la marine sous Richelieu puis l'arsenal de Bayonne. La production de la forge est un moment interrompue par l'émigration de son propriétaire pendant la révolution française. De 1806 à 1809, les fermiers de la forge sont l'abbé Louis-Mathieu Desbiey et son associé François Dubourg (1774-1855) de Castets. La production peine à se relever pendant toute la première moitié du XIXe siècle, avant de connaître une nouvelle phase d'expansion sous le Second Empire. Durant cet âge d'or, la réalisation de pièces pour le chemin de fer représente l'essentiel de la production, grâce à des contrats passés avec la Compagnie du Midi lors de l'installation de la ligne de Bordeaux-Saint-Jean à Irun, ouverte par tronçons de 1854 à 1864. Cette liaison ferroviaire est providentielle pour les forges de la région. De plus, en juillet 1889, la réalisation de la ligne  Uza-Morcenx permet de mieux approvionner l'usine et de développer les échanges.
Les statistiques industrielles de 1851 montrent que les forges d'Uza emploient 63 hommes, 52 femmes, 27 garçons et 20 filles, soit 162 personnes. Nombre d'ouvriers spécialisés sont originaires du Pays basque voisin. Vers 1860, la source locale de minerai commence à se tarir et le site d'Uza doit diversifier ses sources d'approvisionnement.  A cette même époque, une retenue d'eau est aménagée sur le ruisseau du Vignac, entraînant la formation d'un petit lac de 6 ha, qui prend le nom d'étang de la forge d'Uza.
Le 6 septembre 1865 est créée la paroisse d'Uza et l'église Saint-Louis d'Uza bâtie de 1867 à 1869. En 1872, Uza est érigée en commune par partition de territoires des communes limitrophes de Lévignacq, Lit-et-Mixe et Saint-Julien-en-Born. L'ouverture en 1881 des Forges de l'Adour à Tarnos exerce une concurrence préjudiciable aux forges d'Uza et à toutes celles du département des Landes. L’exploitation du haut fourneau se poursuit jusqu’en 1903, toujours par la même famille. Après cette date, en raison de coûts de production trop élevés, la forge d'Uza ne produit plus que de la fonte de seconde fusion. Une petite fonderie perdure jusqu’en 1981, date de sa fermeture, mettant fin à l'aventure des petites forges rurales dans les Landes. De nos jours, seule persiste dans les Landes une activité sidérurgique industrielle à Tarnos.

## De nos jours
Le haut fourneau a été rasé et l'atelier abandonné. Ce dernier est actuellement l'ultime témoignage des forges d'Uza. Il conserve un ensemble de machines-outils et de l'outillage de petite forge.

## Galerie

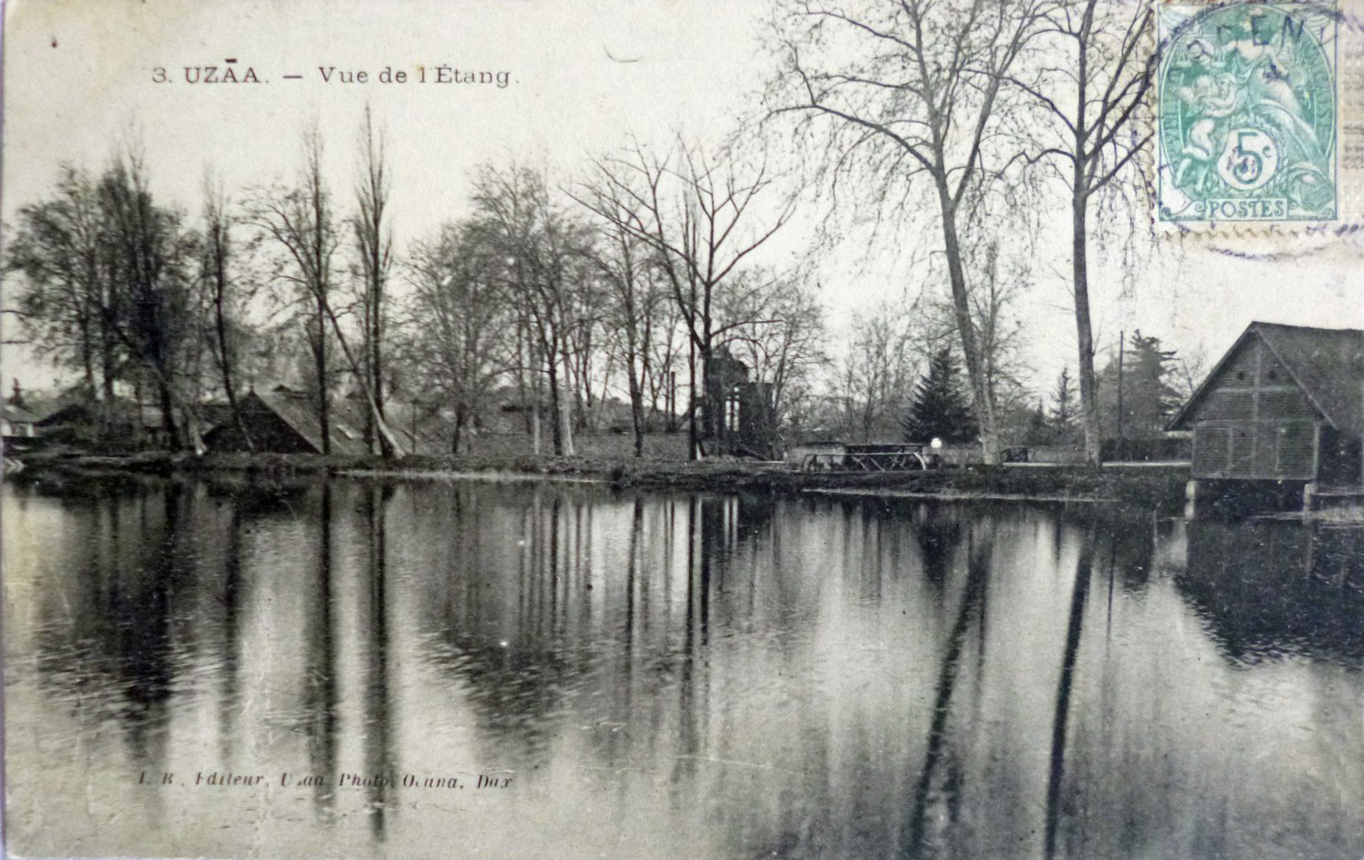
Ancienne vue partielle de la forge d'Uza sur les bords de l'étang
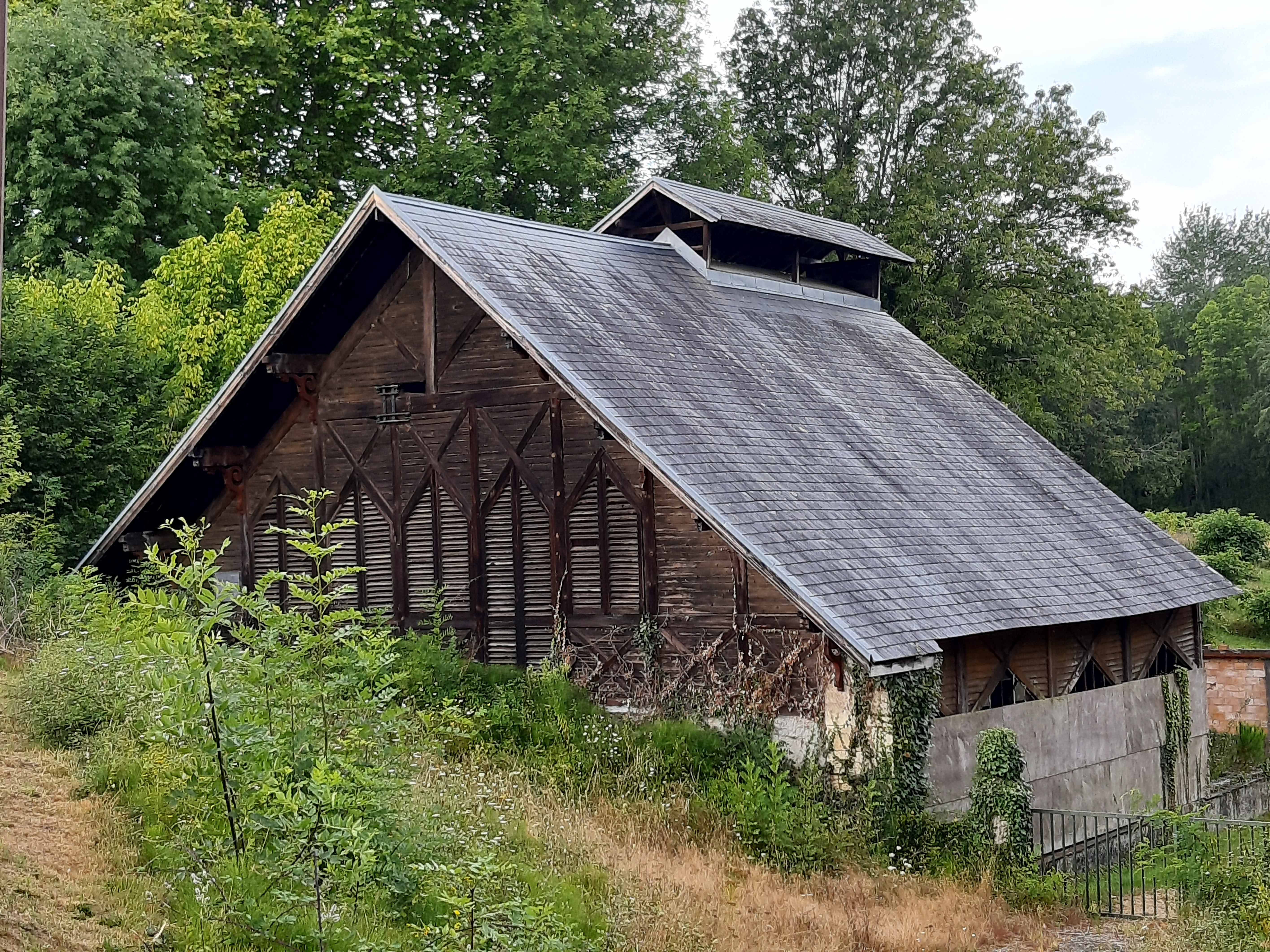
Dernier vestige de la forge d'Uza
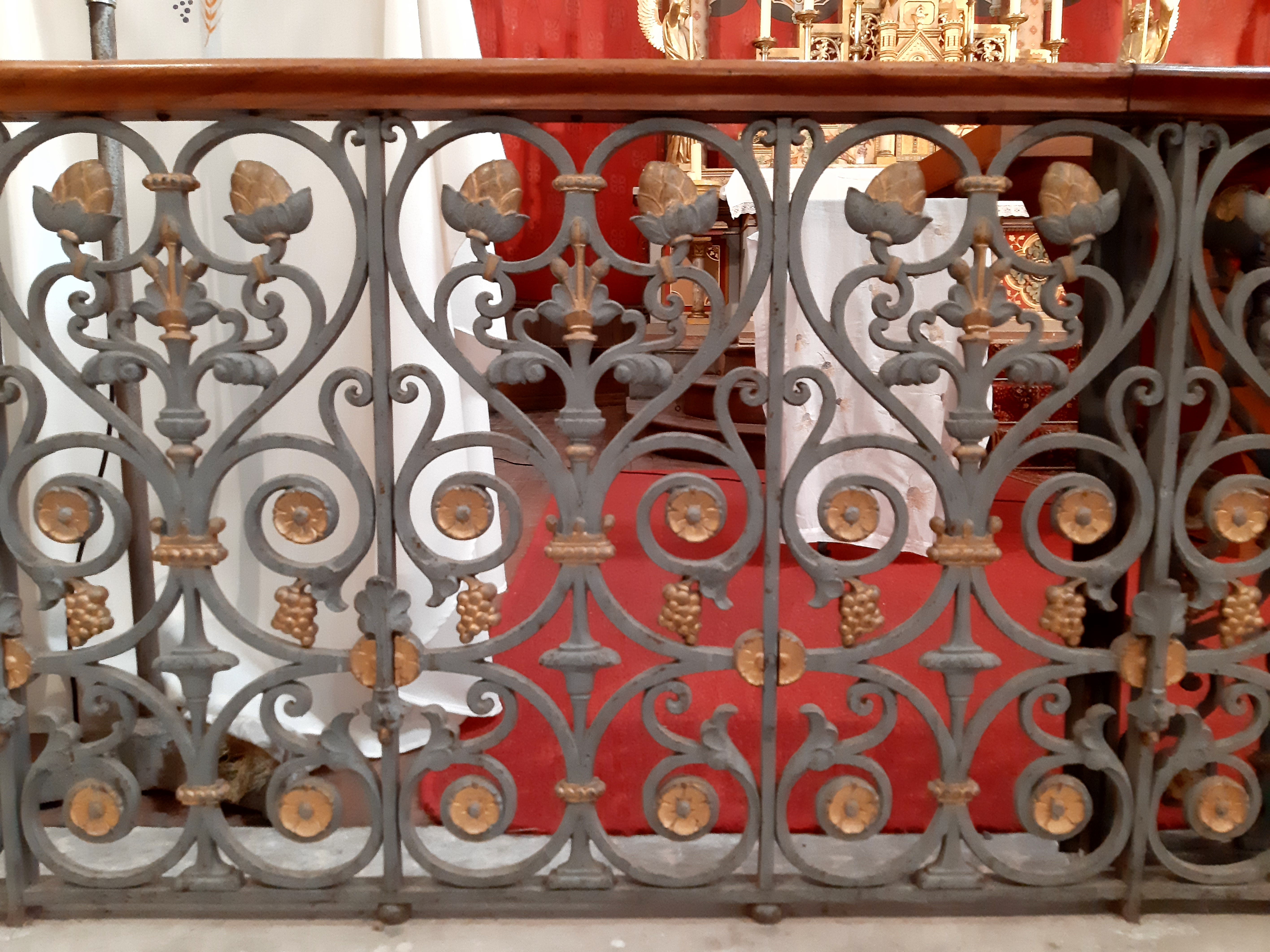
Ouvrage de ferronnerie de l'église Saint-Louis d'Uza, réalisé à la forge du village